# San Luis Acatlán
San Luis Acatlán är en ort i Mexiko.   Den ligger i kommunen San Luis Acatlán och delstaten Guerrero, i den södra delen av landet, 290 km söder om huvudstaden Mexico City. San Luis Acatlán ligger 280 meter över havet och antalet invånare är 8 276.
Terrängen runt San Luis Acatlán är huvudsakligen kuperad, men den allra närmaste omgivningen är platt. Runt San Luis Acatlán är det ganska glesbefolkat, med 34 invånare per kvadratkilometer. San Luis Acatlán är det största samhället i trakten. Omgivningarna runt San Luis Acatlán är en mosaik av jordbruksmark och naturlig växtlighet.